# Alfonso Mabilde
Pierre François Alphonse Mabilde, conhecido também como Alfonso Mabilde (Gante, 30 de agosto de 1806 – São Leopoldo, 4 de dezembro de 1892) foi um engenheiro, jornalista e antropólogo belga que imigrou para o Brasil.

## Biografia
Filho do belga Laurent Louis Mabilde e da inglesa Elisabeth Petronilla Booth, estudou engenharia na Universidade de Gante. Ao formar-se foi convocado para servir o exército, junto com seus colegas - o que gerou uma revolta, logo abafada, mas que levou-o a emigrar para o Brasil.
Foi logo contratado pela firma Carrole & Forbes para fazer o levantamento da barra de Rio Grande, com vistas a melhorar a navegabilidade. Chegou ao Rio Grande do Sul em 1833 e mapeou a barra, aguardava o início dos trabalhos, em 1835, quando eclodiu a Revolução Farroupilha.
Sem ter o que fazer, ofereceu-se a armar algumas canhoneiras para o governo de Araújo Ribeiro. Depois com a falência, em Porto Alegre de uma firma belga, a Fabre de Mossieles, foi nomeado liquidante.  Concluída a tarefa estabeleceu-se como comerciante, trabalhando eventualmente na construção de casas e fazendo medições. Naturalizou-se brasileiro em 1848 e logo depois mudou-se para São Leopoldo, nomeado engenheiro das colônias, lá casou em primeiras núpcias com a imigrante alemã Christina Maria Magdalena Metz, de quem não teve filhos, viúvo, casou-se em segundas núpcias com a também imigrante alemã Ana Maria Ertel, com a qual teve dois filhos, viúvo pela segunda vez, casou-se novamente, com sua cunhada, Maria Luísa Ertel, com quem teve sete filhos.
Em 1839 estudou as possibilidades dos depósitos de carvão de Arroio dos Ratos.
Em 1849, chefiou uma expedição que abriu um caminho entre os campos de Vacaria e São Leopoldo.
Era engenheiro das colônias, quando em 1850 foi nomeado tenente-coronel da Guarda Nacional em São Leopoldo. Lá também foi vereador por vários mandatos.
Em 1857, depois de descobrir matéria-prima de ótima qualidade para fabricação de porcelana, em São Leopoldo, associou-se a Luís Afonso de Azambuja, partindo para a Europa para adquirir o maquinário, o qual trouxe para o Rio Grande do Sul, porém o empreendimento não vingou, por haver o governo imperial negado a licença para funcionamento da indústria.
De volta ao Brasil, foi aprisionado por um grupo de índios Kaigang, perto de Santa Cruz do Sul, que o manteve por dois anos em cativeiro, tendo sua família o dado como morto. Escreveu sobre esta experiência um texto e 63 notas com o que pretendia escrever um livro. 0 texto foi publicado, após sua morte, no Anuário do Rio Grande do Sul de 1897 e 1899. Desta publicação o etnógrafo argentino, prof. Antônio Serrano, fez um resumo em espanhol, publicado em 1939 na Revista do Instituto de Antropologia da Universidade de Tucumán, na República Argentina. Em 1983 as bisnetas May Mabilde Lague e Eiwlys Mabilde Grant coordenaram texto e notas publicando Apontamentos sobre os índios selvagens da nação Coroados dos matos da província do Rio Grande do Sul. 
Em 1860 fundou o jornal Der Deutsche Kolonist, em Porto Alegre. Em 1874 obteve permissão para explorar minas de sulfeto de cobre e outros minerais às margens do rio Quaraí, porém suas pesquisas foram infrutíferas.
Foi Diretor da Colônia de Santa Cruz, de 1864 a 1870. Foi o fundador do povoado do que veio a ser o Município de Vera Cruz, em 29 de agosto de 1865.
Era hábil lapidador e ourives, tendo deixado para um filho uma coleção que foi posteriormente vendida para o Museus dos Jesuítas, em São Leopoldo.
Foi sepultado ao lado de sua segunda esposa.

## Legado
Em 1833 fez, em francês, um estudo para fundar, na vila de Rio Grande, uma fábrica de carvão animal, empregado na clarificação do açúcar. Em 1836 escreveu “Notícia Geográfica do Império do Brasil”. Em 1846 escreveu uma “Exposição sobre a Barra do Rio Grande”. Em 1848, em francês, um tratado sobre história natural intitulado “Description abregée d'un Cabinet d'Historie Naturelle”. Em 1853 escreveu “Observações de Latitude e Longitude de Alguns Lugares da Província do Rio Grande de São Pedro do Sul”, publicada em 1946, no Boletim Municipal da Prefeitura Municipal de Porto Alegre.
Ainda foram publicadas as "Cartas do Engenheiro Alphonse Mabilde - sobre a Estrada do Mundo Novo a São Leopoldo e a Ponte do Rio dos Sinos", contribuição documental do Dr. Olintho Sanmartin ao Congresso de História e Geografia, promovido pela Prefeitura Municipal de São Leopoldo, em 24 de julho de 1946.
No 2° trimestre de 1945, o prof. Walter Spalding publicou "Dois ofícios de Alphonse Mabilde" na Revista do Instituto Histórico e Geográfico do Rio Grande do Sul, pág. 242.
0 jornal Correio do Povo, de Porto Alegre, reproduziu, no dia 13 de junho de 1958, sob o título "O chá da índia na Colônia de São Leopoldo em 1854" uma opinião do Dr. Johann Daniel Hillebrand, médico colonizador. Segundo este, o chá da índia foi introduzido no Rio Grande do Sul por Alphonse Mabilde. Diz: "Todas as plantas de chá que já existem na Colônia provêm de sementes de quatro daqueles arbustos que foram plantados e cultivados há três anos pelo Engenheiro Alphonse Mabilde, que as obteve do Rio de Janeiro".

## Descendentes
Seu segundo filho do terceiro casamento – Adolpho Pompílio Mabilde, foi entomologista e lepidopterologista, publicou "Guia Practica para os principiantes collecionadores de insectos, contendo a descripção fiel de perto de 1 000 borboletas com 280 figuras lythographadas em tamanho, formas e dezenhos conforme o natural" pela Tipografia de Gunlach & Schuldt em 1896 em Porto Alegre. Seu quinto filho do terceiro casamento foi Emílio Carlos Oscar Mabilde, foi 1º Maquinista formado pela Escola Naval do Rio de Janeiro, industrialista e fundador do Estaleiro Mabilde em 1896 em Porto Alegre.